# Halmosi Péter
Halmosi Péter (Szombathely, 1979. szeptember 25. –) magyar válogatott labdarúgó. Háromszoros magyar bajnok és kétszeres magyar szuperkupa-győztes. Egyszer megkapta a Zilahi-díjat is.

## Pályafutása

### Klubcsapatokban

#### Kezdetek
Péter egy igazi sportcsaládban nőtt fel. Édesanyja, Séfer Rozália válogatott atléta, édesapja, Halmosi Zoltán válogatott labdarúgó, aki a 70-es években 11-szer szerepelt a magyar válogatottban, testvére, Halmosi Zoltán – aki 2019-ben elhunyt – pedig NB I-es labdarúgó volt. Ikertestvére, Halmosi Erika.
Halmosi a Haladásban kezdett focizni, és innen került az osztrák Grazer AK-hoz, majd Debrecenben kötött ki. Itt nagyon szép éveket töltött, hiszen kétszer is nyert csapatával magyar bajnoki címet. Péter 83 debreceni fellépésén 17 gólt lőtt.

#### A Plymouthban
Halmosi először kölcsönjátékosként került a Plymouth csapatához Debrecenből a 2006-07-es szezonra abban a reményben, hogy a klub az év végén véglegesíti a szerződését. Korábban úgy tűnt, hogy Halmosi Nagy-Britannián belül esetleg a skót Celtic FC-hez vagy a Blackburn Rovers csapatához igazol még a Plymouthhoz való csatlakozása előtt. Ám 2007. május 16-án megkötötték végül a 400,000 angol fontos hosszútávú szerződést a Plymouth csapatával. Halmosi így kétszeres magyar bajnokként igazolt Angliába.

#### A Hull City-ben
2008 nyarán a Hull City játékosa lett. Itt viszonylag kevés szerepet kapott, ám azt maximálisan kihasználta. Februárban, az FA-kupa nyolcaddöntőjében például a Ferencvárost is tulajdonló Kevin McCabe csapatának, a Sheffield Unitednek rúgott akrobatikus mozdulattal egy remek gólt, mellyel tovább is lőtte csapatát a legjobb nyolc közé. Az angol Premier Leagueben tizennyolcszor szerepelt a Hull színeiben, és nem rúgott gólt az élvonalban.

#### A Haladásban
2011-ben visszatért nevelőklubjába.
Első gólját  A Paksi FC ellen szerezte.
2020 februárjában az osztrák hatodosztályú Markt Allhau csapatához igazolt.

#### Király SE
2020 augusztusában Király Gábor csapata, a Vas megyei bajnokságban szereplő Király SE szerződtette.

### A válogatottban
Rendszeres tagja volt az Erwin Koeman által összeállított magyar válogatottnak, de az új kapitány, Egervári Sándor keretébe már nem fért bele, meccshiány miatt. Első válogatott mérkőzését 2002. február 12-én játszotta a cseh labdarúgó-válogatott ellen, ahol a 72. percben állt be. Harmincöt mérkőzést játszott a magyar válogatott színeiben és nem rúgott gólt nemzeti színekben.

## Sikerei, díjai
- Magyar bajnok (3): 2004-05, 2005-06, 2006-07
- Szuperkupa győztes (2): 2005, 2006
- Zilahi-díj – (2005)[11]

## Statisztika

### Mérkőzései a válogatottban
| Magyarország | Magyarország         | Magyarország                      | Magyarország   | Magyarország | Magyarország        | Magyarország | Magyarország | Magyarország    |
| #            | Dátum                | Helyszín                          | Hazai          | Eredmény     | Vendég              | Kiírás       | Gólok        | Esemény         |
| ------------ | -------------------- | --------------------------------- | -------------- | ------------ | ------------------- | ------------ | ------------ | --------------- |
| 1.           | 2002. február 12.    | Lárnaka (CYP)                     | Magyarország   | 0 – 2        | Csehország          | barátságos   | -            | 72'             |
| 2.           | 2002. február 13.    | Limassol (CYP)                    | Magyarország   | 1 – 2        | Svájc               | barátságos   | -            | 71'             |
| 3.           | 2002. augusztus 21.  | Budapest, Puskás Ferenc Stadion   | Magyarország   | 1 – 1        | Spanyolország       | barátságos   | -            | 78'             |
| 4.           | 2005. augusztus 17.  | Budapest, Puskás Ferenc Stadion   | Magyarország   | 1 – 2        | Argentína           | barátságos   | -            | 69'             |
| 5.           | 2005. szeptember 3.  | Budapest, Szusza Ferenc Stadion   | Magyarország   | 4 – 0        | Málta               | vb-selejtező | -            |                 |
| 6.           | 2005. szeptember 7.  | Budapest, Puskás Ferenc Stadion   | Magyarország   | 0 – 1        | Svédország          | vb-selejtező | -            | 87'             |
| 7.           | 2005. október 8.     | Szófia, Vaszil Levszki Stadion    | Bulgária       | 2 – 0        | Magyarország        | vb-selejtező | -            | a szünetben     |
| 8.           | 2005. november 16.   | Athén, Karaiszkákisz Stadion      | Görögország    | 2 – 1        | Magyarország        | barátságos   | -            |                 |
| 9.           | 2006. május 30.      | Manchester, Old Trafford          | Anglia         | 3 – 1        | Magyarország        | barátságos   | -            |                 |
| 10.          | 2006. augusztus 16.  | Linz, UPC-Arena                   | Ausztria       | 1 – 2        | Magyarország        | barátságos   | -            | 61'             |
| 11.          | 2006. október 7.     | Budapest, Puskás Ferenc Stadion   | Magyarország   | 0 – 1        | Törökország         | Eb-selejtező | -            | 36' a szünetben |
| 12.          | 2006. október 11.    | Ta’ Qali, Nemzeti Stadion         | Málta          | 2 – 1        | Magyarország        | Eb-selejtező | -            | 77'             |
| 13.          | 2007. augusztus 22.  | Budapest, Puskás Ferenc Stadion   | Magyarország   | 3 – 1        | Olaszország         | barátságos   | -            | 82'             |
| 14.          | 2007. szeptember 8.  | Székesfehérvár, Sóstói Stadion    | Magyarország   | 1 – 0        | Bosznia-Hercegovina | Eb-selejtező | -            | 90+3'           |
| 15.          | 2007. szeptember 12. | Isztambul, Beşiktaş İnönü Stadion | Törökország    | 3 – 0        | Magyarország        | Eb-selejtező | -            | 82'             |
| 16.          | 2007. október 13.    | Łódź                              | Lengyelország  | 0 – 1        | Magyarország        | barátságos   | -            | a szünetben 51' |
| 17.          | 2007. november 21.   | Budapest, Puskás Ferenc Stadion   | Magyarország   | 1 – 2        | Görögország         | Eb-selejtező | -            | 81'             |
| 18.          | 2008. február 6.     | Limassol, Cirion Stadion (CYP)    | Magyarország   | 1 – 1        | Szlovákia           | barátságos   | -            | 56'             |
| 19.          | 2008. augusztus 20.  | Budapest, Puskás Ferenc Stadion   | Magyarország   | 3 – 3        | Montenegró          | barátságos   | -            | 69'             |
| 20.          | 2008. október 11.    | Budapest, Puskás Ferenc Stadion   | Magyarország   | 2 – 0        | Albánia             | vb-selejtező | -            |                 |
| 21.          | 2008. október 15.    | Ta’ Qali, Nemzeti Stadion         | Málta          | 0 – 1        | Magyarország        | vb-selejtező | -            |                 |
| 22.          | 2008. november 19.   | Belfast, Windsor Park             | Észak-Írország | 0 – 2        | Magyarország        | barátságos   | -            |                 |
| 23.          | 2009. február 11.    | Ramat Gan, Ramat Gan Stadion      | Izrael         | 1 – 0        | Magyarország        | barátságos   | -            | 84'             |
| 24.          | 2009. március 28.    | Tirana, Qemal Stafa Stadion       | Albánia        | 0 – 1        | Magyarország        | vb-selejtező | -            | 79' 90+1'       |
| 25.          | 2009. április 1.     | Budapest, Puskás Ferenc Stadion   | Magyarország   | 3 – 0        | Málta               | vb-selejtező | -            | 90+3'           |
| 26.          | 2009. augusztus 12.  | Budapest, Puskás Ferenc Stadion   | Magyarország   | 0 – 1        | Románia             | barátságos   | -            |                 |
| 27.          | 2009. szeptember 5.  | Budapest, Puskás Ferenc Stadion   | Magyarország   | 1 – 2        | Svédország          | vb-selejtező | -            |                 |
| 28.          | 2009. szeptember 9.  | Budapest, Puskás Ferenc Stadion   | Magyarország   | 0 – 1        | Portugália          | vb-selejtező | -            | 90'             |
| 29.          | 2009. október 14.    | Koppenhága, Parken Stadion        | Dánia          | 0 – 1        | Magyarország        | vb-selejtező | -            |                 |
| 30.          | 2009. november 14.   | Gent, Jules Ottenstadion          | Belgium        | 3 – 0        | Magyarország        | barátságos   | -            | 58'             |
| 31.          | 2011. augusztus 10.  | Budapest, Puskás Ferenc Stadion   | Magyarország   | 4 – 0        | Izland              | barátságos   | -            | 84'             |
| 32.          | 2012. június 1.      | Prága, Generali Arena             | Csehország     | 1 – 2        | Magyarország        | barátságos   | -            | 83'             |
| 33.          | 2012. június 4.      | Budapest, Puskás Ferenc Stadion   | Magyarország   | 0 – 0        | Írország            | barátságos   | -            | 70'             |
| 34.          | 2012. augusztus 15.  | Budapest, Puskás Ferenc Stadion   | Magyarország   | 1 – 1        | Izrael              | barátságos   | -            | 79'             |
| 35.          | 2013. március 22.    | Budapest, Puskás Ferenc Stadion   | Magyarország   | 2 – 2        | Románia             | vb-selejtező | -            | 90'             |
|              | Összesen             |                                   |                | 35           | mérkőzés            |              | 0            | gól             |